# Roxana Mînzatu
Roxana Mînzatu (ur. 1 kwietnia 1980 w Braszowie) – rumuńska polityk, samorządowiec i menedżer projektów unijnych, minister ds. funduszy europejskich (2019), posłanka do Parlamentu Europejskiego X kadencji, od 2024 wiceprzewodnicząca Komisji Europejskiej.

## Życiorys
Na Uniwersytecie Bukareszteńskim uzyskała licencjat z nauk politycznych (2002) i magisterium z integracji europejskiej (2005). Kształciła się też na kursach urzędniczych i z zarządzania projektami. Początkowo od 2004 do 2006 zatrudniona w ministerstwie integracji europejskiej, później podjęła pracę jako menedżer i konsultantka projektów, w tym finansowanych z funduszy Unii Europejskiej. Działała także w organizacjach gospodarczych jako dyrektor wykonawcza i doradczyni.
Zaangażowała się w działalność polityczną w ramach Partii Socjaldemokratycznej. Zasiadała w radzie okręgu Braszów (2004–2008, 2011–2012, 2016), w 2009 pełniła funkcję zastępcy prefekta tego okręgu. W 2015 była sekretarzem stanu w resorcie funduszy europejskich, następnie kierowała publiczną agencją ANAP. W 2016 wybrano ją do Izby Deputowanych. W czerwcu 2019 powołana na stanowisko ministra ds. funduszy europejskich w rządzie Vioriki Dăncili; zastąpiła Rovanę Plumb. Zakończyła pełnienie tej funkcji w listopadzie 2019 wraz z całym gabinetem. Nie wystartowała w kolejnych wyborach w 2020. W wyborach w 2024 uzyskała mandat posłanki do Parlamentu Europejskiego X kadencji.
W tym samym roku dołączyła do nowej Komisji Europejskiej kierowanej przez Ursulę von der Leyen (z kadencją od 1 grudnia 2024) jako wiceprzewodnicząca wykonawcza ds. ludzi, umiejętności i gotowości.